# Дзета Корми
Наос (ζ Корми, ζ Puppis) — найяскравіша зоря сузір'я Корми. Назва походить від грец. ναύς («корабель»). Наос є одним із найближчих надгігантів — відстань до нього становить трохи більше тисячі світлових років.

## Властивості зорі
ζ Корми — дуже гарячий блакитний надгігант O5Ia. Вона є найгарячішою зорею, яку можна побачити неозброєним оком. Температура поверхні зорі приблизно дорівнює 42 000 °C, що в сім разів вище температури сонячної поверхні, і є виключно високим показником[джерело?]. Масу зорі оцінюють у 56,1 мас Сонця. Має діаметр у 14—26 разів більший від сонячного.
Вік ζ Корми оцінюють у 4 мільйони років. Сформувалася вона в молекулярній хмарі сучасного сузір'я Корма приблизно за 1400 світлових років від свого поточного місця розташування. У цьому сузір'ї були виявлені інші зорі, які сформувалися одночасно з Наосом[джерело?].

## Зоряний вітер
ζ Корми випромінює потужний зоряний вітер, швидкість якого приблизно 2500 км/с, тому вона щороку втрачає одну мільйонну своєї маси, що за 10 мільйонів років становитиме більше маси Сонця. Втрачена зорею речовина непомітна у видимому світлі, але спостерігається в рентгенівських променях, а також на радіохвилях.

## Подальша еволюція
Передбачається, що в найближчі сотні тисяч років ζ Корми буде поступово остигати й розширюватися, і пройде всі спектральні класи: B, A, F, G, K, і M, у міру охолодження. Внаслідок цього максимум випромінювання зорі поступово перейде у видимий діапазон, і Наос стане однією з найяскравіших зір майбутнього земного неба. Через 2 мільйони років, Наос матиме спектральний клас M5, а його розміри будуть набагато більші ніж поточна земна орбіта. Потім Наос спалахне як наднова, а ядро зорі ймовірно колапсує одразу в чорну діру. Не виключено, що це буде супроводжуватися сильним гамма-спалахом[джерело?].
Зважаючи на невелику відстань до Землі, така наднова буде набагато яскравіша за блиск повного Місяця.

## Умови спостереження
ζ Корми має значне південне схилення й на півдні України за сприятливих умов спостереження (чисте ясне небо взимку) зорю можна відшукати поблизу південного обрію. На широті Ялти зорю видно вже неозброєним оком у ясну погоду (на висоті сім градусів над горизонтом).